# Mauro Montagnoli
Mauro Montagnoli CSS (ur. 4 lipca 1945 w Ouro Fino) – brazylijski duchowny katolicki, stygmatysta, biskup diecezjalny Ilhéus w latach 1995–2021.

## Życiorys
Święcenia kapłańskie otrzymał 24 stycznia 1971. 20 grudnia 1995 papież Jan Paweł II mianował go biskupem diecezjalnym Ilhéus. 24 lutego 1996 z rąk kardynała Lucasa Nevesa przyjął sakrę biskupią. 11 sierpnia 2021 papież Franciszek przyjął jego rezygnację z funkcji biskupa Ilhéus.